# Đinh Huy Hiệu
Đinh Huy Hiệu là Thiếu tướng Công an nhân dân Việt Nam, nguyên Cục trưởng Cục Tổ chức Cán bộ, Bộ Công an (Việt Nam).

## Tiểu sử
Đinh Huy Hiệu là đảng viên Đảng Cộng sản Việt Nam.
Tháng 11 năm 2011, Đinh Huy Hiệu là Đại tá Công an, Phó Cục trưởng Cục Tổ chức cán bộ, Bộ Công an.
Tháng 1 năm 2015, Đinh Huy Hiệu là Đại tá, Cục trưởng Cục Công tác Đảng và công tác quần chúng, Tổng cục Chính trị, Bộ Công an (Việt Nam).
Từ tháng 7 năm 2015 đến tháng 8 năm 2016, Đinh Huy Hiệu là Thiếu tướng Công an nhân dân Việt Nam, Cục trưởng Cục Công tác Đảng và công tác quần chúng, Bộ Công an.
Từ tháng 11 năm 2016 đến 22 tháng 10 năm 2019, Đinh Huy Hiệu là Thiếu tướng Công an nhân dân Việt Nam, Cục trưởng Cục Tổ chức cán bộ, Bộ Công an.